# Brändö-Kumlinge församling

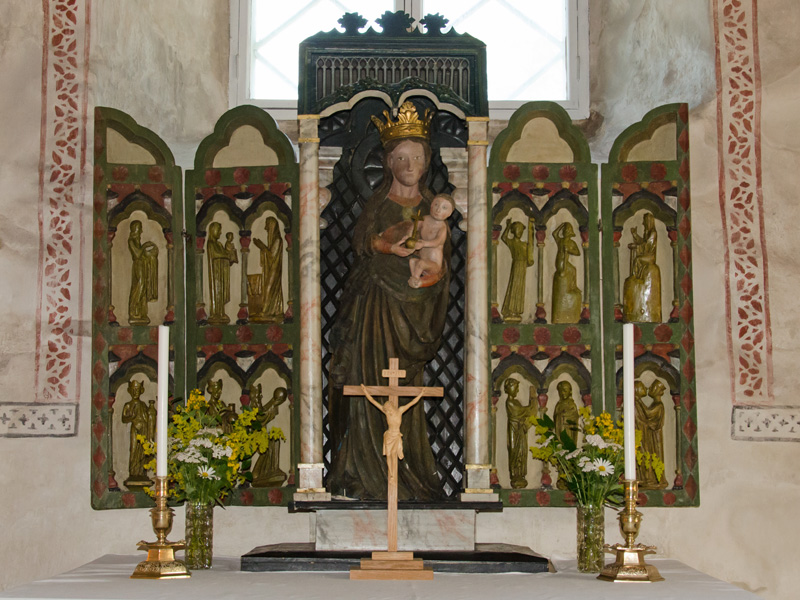
Altarskåpet i Kumlinge kyrka

Brändö-Kumlinge församling, fram till 2010 Ålands norra skärgårdsförsamling, är en församling i Ålands prosteri inom Borgå stift i Evangelisk-lutherska kyrkan i Finland. Församlingen samlar 582 kyrkomedlemmar (08/2018) från kommunerna Brändö och Kumlinge.
Kumlinge kyrka, helgad åt Sankta Anna, och Brändö kyrka, helgad åt Sankt Jakob, tillhör båda församlingen. 
Tf. kyrkoherde i församlingen är Kent Danielsson.